# Гуревич Яків Григорович
Яків Григорович Гуревич (1 (13) січня 1841 — 3 (16) березня 1906) — російський історик, педагог, благодійник. Дійсний статський радник (із 27.12.1887).

## Біографія

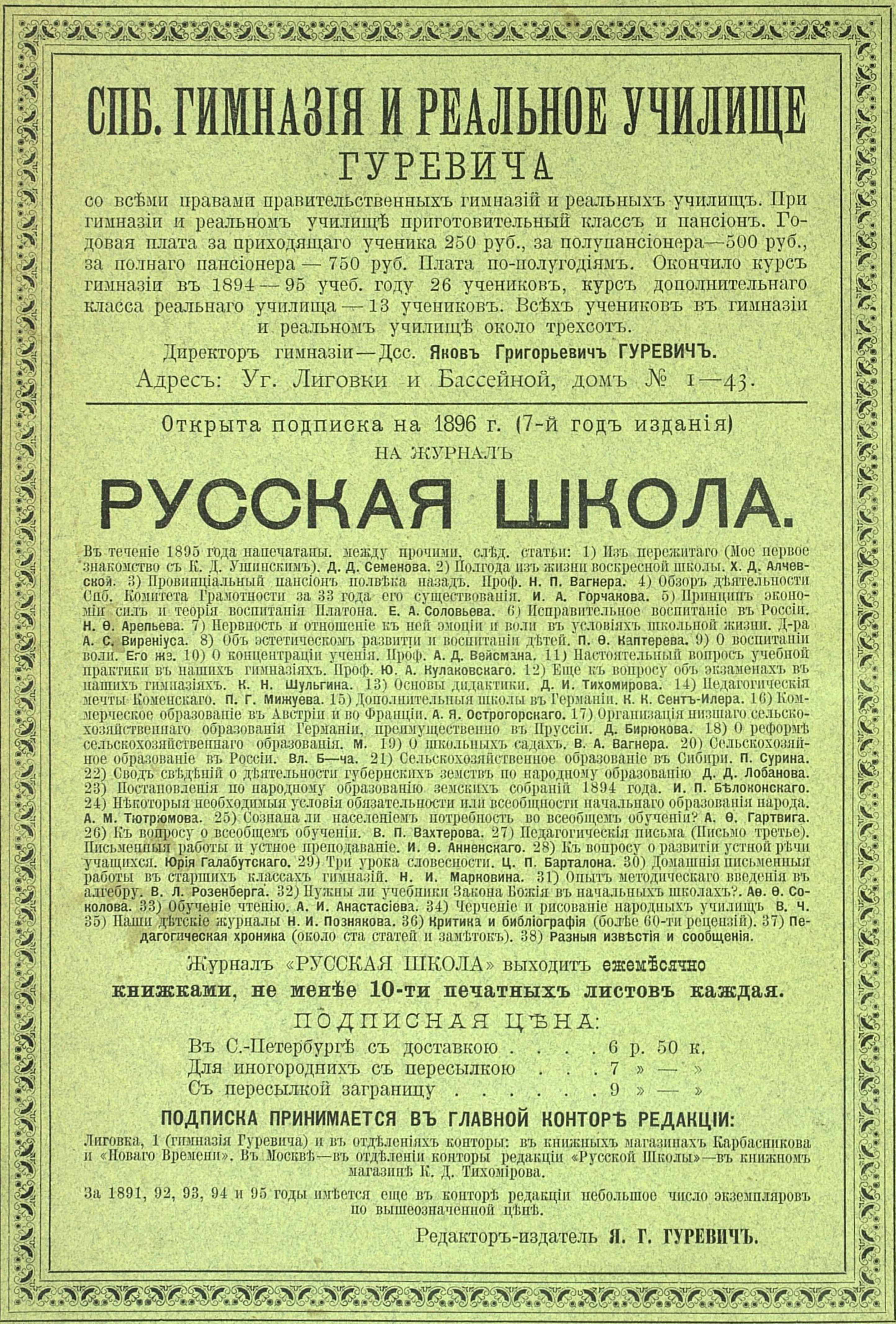
Реклама гімназії, училища та журналу Я. Г. Гуревича, 1896 рік

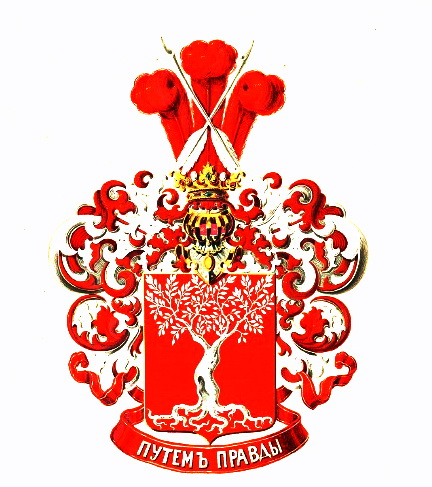
Герб роду дворян Гуревичів внесений до Частини 15 Загального гербовника дворянських родів Російської імперії, стор. 143

Народився в Одесі у єврейській родині. Закінчив Одеську 2-гу гімназію (1860) та історико-філологічний факультет Імператорського Санкт-Петербурзького університету (1868). У 1868—1871 роках викладав історію та географію в Новгородській гімназії.
Член навчального комітету Імператорського людинолюбного товариства (1877—1891). У 1883 році як директор очолив навчальний заклад, який з цього часу став іменуватися Гімназією та реальним училищем Гуревича. Приват-доцент Санкт-Петербурзького університету (1885—1889), де читав лекції з історії Стародавніх Риму та Греції.
Із 1890 року — видавець журналу «Русская школа». Член Російського літературного товариства, голова комісії по допомозі голодуючим учням Санкт-Петербурзького комітету грамотності, член правління Товариства сприяння фізичному розвитку дітей, член правління петербурзького Педагогічного товариства взаємної допомоги, член правління каси взаємодопомоги при «Літературному фонді» — товаристві для допомоги нужденним літераторам та учням.
Член Товариства допомоги колишнім вихованцям Київського університету, Товариства допомоги бідним жінкам (Олександрівський притулок), петербурзького Фребелівського товариства. Член Союзу взаємодопомоги російських письменників та Літературно-художнього товариства, голова петербурзьких Зборів педагогів. Товариш голови каси взаємодопомоги колишніх студентів Санкт-Петербурзького університету.
Похований на Микільському цвинтарі.

## Сім'я та родичі
Дружина Я. Г. Гуревича — Любов Іванівна Ільїна (бл. 1842—1922). Племінник дружини — релігійний мислитель Іван Олександрович Ільїн, племінниця дружини — письменниця Наталія Юльївна Жуковська-Лісенко (1874—1940), дочка публіциста Юлія Галактіоновича Жуковського (1822—1907) та перекладачки Катерини Іванівни Жуковської (1841—1913).
Дочка — літератор Любов Яківна Гуревич, сини — педагог Яків Якович Гуревич і лікар, професор Григорій Якович Гуревич-Ільїн (автор «Загальної лікарської техніки», що багаторазово перевидавалася). Інша дочка — Катерина Яківна — мати відомого літератора Іраклія Луарсабовича Андронікова та грузинського фізика Елевтера Луарсабовича Андронікашвілі.